# Filosoof (gerecht)
Filosoof is een ovengerecht uit de Nederlandse keuken. Oorspronkelijk op basis van restjes vlees, aardappelen en uien. Andere varianten voegen appels of appelmoes of -compote toe, of zelfs bonen. Qua ingrediënten en bereidingswijze vertoont filosoof overeenkomsten met de jachtschotel en met de Engelse shepherd's pie of cottage pie.

## Ingrediënten en bereiding
Het Wannée kookboek uit 1910, een Nederlands standaardkookboek, gebruikt voor filosoof koud vlees, gekookte aardappelen, ui, vet van jus, jus (gemaakt met melk, water of bouillon), peper, zout en nootmuskaat. Er komen vier alternatieve bereidingswijzen ter sprake. In drie van de vier bereidingswijzen komt het erop neer dat de aardappelen, het vlees en de in het vet gebakken uitjes in laagjes in een schaal worden gedaan, die vervolgens in de oven wordt afgebakken. In de vierde bereidingswijze gaan de ingrediënten niet in laagjes de ovenschaal in, maar wordt het vlees met de uien als een balletje in het midden van de schaal geplaatst, en worden de aardappels hier vervolgens omheen gedrapeerd. De in 1934 gegeven bereiding van filosoof in een ander Nederlands standaardkookboek, Het nieuwe Haagse kookboek, is vergelijkbaar; als smaakmaker worden hier nog laurierblad en kruidnagel toegevoegd, maar ook hier is het ovengerecht in laagjes opgebouwd. Het kookboek noemt daarnaast twee vegetarische varianten, te weten "filosoof van bruine bonen", waarin het vlees en de jus door bruine bonen en bonennat zijn vervangen, en "filosoof van bruine bonen met appelen of peren", een variant waarin fruit is toegevoegd. Laurierblad en kruidnagelen zijn in deze laatste variant achterwege gelaten.